# Districtul Marcali
Marcali (în maghiară Marcali járás) este un district în județul Somogy, Ungaria.
Districtul are o suprafață de 904,24 km2 și o populație de 34.734 locuitori (2013).

## Localități
- Balatonberény
- Balatonkeresztúr
- Balatonmáriafürdő
- Balatonszentgyörgy
- Balatonújlak
- Böhönye
- Csákány
- Csömend
- Főnyed
- Gadány
- Hollád
- Hosszúvíz
- Kelevíz
- Kéthely
- Libickozma
- Marcali
- Mesztegnyő
- Nagyszakácsi
- Nemesdéd
- Nemeskisfalud
- Nemesvid
- Nikla
- Pusztakovácsi
- Somogysimonyi
- Somogyszentpál
- Somogysámson
- Somogyzsitfa
- Szegerdő
- Szenyér
- Szőkedencs
- Sávoly
- Tapsony
- Tikos
- Táska
- Varászló
- Vése
- Vörs